# Мордухай-Болтовский, Василий Петрович
Василий Петрович Мордухай-Болтовский (1841 — 22 сентября 1915) — сенатор, автор ряда работ по проблемам правовой науки.

## Биография
В 1860 году окончил Императорское Училище правоведения.
Состоял на государственной службе. В 1883—1909 годах — председатель Таганрогского окружного суда, а затем председатель Полтавского окружного суда.
С 1909 года — член гражданского кассационного департамента Сената.
Наряду с практической деятельностью В. П. Мордухай-Болтовский плодотворно работал и в сфере правовой науки, подготовил ряд публикаций по проблемам уголовного судопроизводства и межевым законам.
Наиболее ценный вклад в развитие правовой науки В. П. Мордухай-Болтовский сделал в области российского законодательства по вопросам земельных отношений и межевания. Историю законов о межевании автор делит на четыре периода:
- древний период до Петра Великого
- период от реформ Петра Великого до появления инструкции по межеванию 1754 года
- межевание в период от 1754 года до появления манифеста 1765 года
- современный период межевания

В. П. Мордухай-Болтовский обращал внимание на то, что вопросы межевания традиционно не были решены законодательством полно и последовательно, что постоянно вызывало и вызывает значительные затруднения на практике.
В числе основных недостатков действовавшего на момент исследования законодательства автор называет три:
- бессистемное изложение законов о межевании в Своде законов
- решение вопросов межевания преимущественно правительственными актами, которые являются неполными
- недостаточное знакомство судебных деятелей с историей и законодательством межевания в России вследствие неглубокого изучения этих вопросов в период обучения в университете и отсутствия необходимой юридической литературы.

Поэтому в суде при рассмотрении межевых споров зачастую приходится прибегать к аналогии, используя при этом юридическую доктрину и даже положения римского права. Подобную судебную практику в условиях пробельности законодательства автор находит правомерной.
В. П. Мордухай-Болтовский полемизировал с Сенатом, запретившим судам в своих решениях ссылаться на юридическую доктрину и римское право. Он полагал, что этот запрет сковывает творческую мысль суда. «Не правильнее ли от русского современного судьи,-пишет автор,-требовать, чтобы подлежащий юридический вопрос он разрешил научным способом, не брезгуя в этом случае иностранным законодательством и мнениями учёных-юристов. Если это мнение правильно, то почему же запрещать русскому судье в мотивах решения приводить ссылки на юридический источник, дабы доказать, что именно заставило его думать так, а не иначе».
Правомерность такого подхода нередко демонстрировал и сам Сенат, в кассационных решениях которого иногда имеются ссылки на римское право.
В. П. Мордухай-Болтовский известен также и как общественный деятель. Так, по его инициативе и при его руководящем содействии возник в Таганроге исправительный приют для преступников.
Деятельность его в Полтаве отмечена стипендией его имени в полтавской гимназии.
Похоронен на Митрофаниевском кладбище в Петрограде.

## Основные труды
- Сборник узаконений для руководства чинов юстиции и корпуса жандармов при исследовании преступлений СПб. 1872, 1875
- Межевые законы с изложением и объяснением истории юридических законов и межевания в России; иных существующих порядков судебно-межевого разбирательства; судебных доказательств по межевым делам; порядки ограничения и обложения крестьянских земель, а также возобновления межевых знаков СПб. 1883
- Реформа судебного межевого процесса СПб. 1899